# 塞利米耶清真寺 (科尼亚)
塞利米耶清真寺（Selim II Mosque）是土耳其科尼亚的一座奥斯曼帝国清真寺，位于该市的商业中心，东面是梅乌拉那博物馆，西面是Aziziye 清真寺。

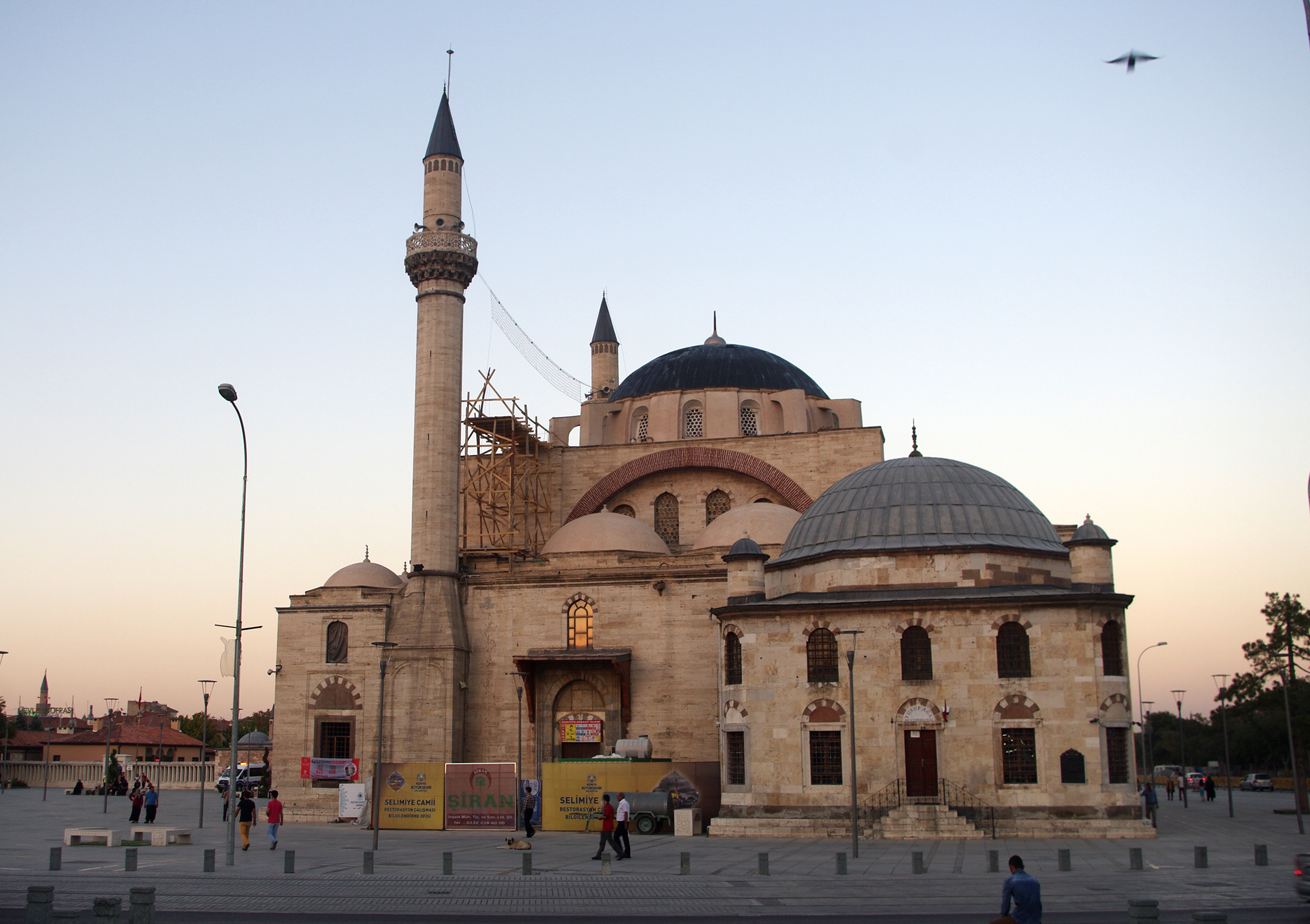

塞利米耶清真寺由塞利姆二世下令建于1558年，当时他还是王子。清真寺完成于1570年，在他登基之后。后来曾重修三次（1685、1816、1914年）。
这座双塔清真寺是典型的奥斯曼帝国清真寺，仿效伊斯坦布尔的法齊赫清真寺。